# بروق كرزي
البَروَق الكرزي (باللاتينية: Asphodelus cerasiferus) نوع نباتي ينتمي إلى جنس البروق من الفصيلة البروقية.

## الموئل والانتشار
الموئل الأصلي لهذا النوع المغرب العربي وإسبانيا وفرنسا وسردينيا وكورسيكا.
كبقية أنواع البروق، يعد هذا النوع من النباتات السامة.